# Repubblica di Weimar
Repubblica di Weimar (in lingua tedesca Weimarer Republik [ˈvaɪ̯maʁɐ ʁepuˈbliːk]) è la denominazione non ufficiale con cui viene normalmente indicato il Reich tedesco (in tedesco Deutsches Reich) nel periodo tra il novembre 1918 e il 1933. Deve il suo nome alla città di Weimar, dove si riunì l'assemblea nazionale che redasse la nuova costituzione dello Stato tedesco a seguito della conclusione della prima guerra mondiale e l'esito della Rivoluzione di novembre, scoppiata all'inizio del novembre 1918 e causa principale dell'abdicazione al trono di Guglielmo II e proclamazione della Prima Repubblica Tedesca.
Il primo tentativo di stabilire una democrazia liberale in Germania fu un periodo di grandi cambiamenti sociali e culturali, ma anche di conflitti interni, che si concluse con il crollo dell'economia tedesca, a causa della crisi economica scoppiata nel 1929, il progressivo deteriorarsi della vita politica del paese a partire dalla nomina di Brüning a Cancelliere, e l'ascesa al potere di Adolf Hitler e del Partito Nazionalsocialista Tedesco dei Lavoratori nel gennaio 1933. Anche se tecnicamente la costituzione del 1919 non venne mai revocata del tutto fino a dopo la seconda guerra mondiale, le misure legali prese dal governo nazista nel 1933, comunemente note come Gleichschaltung, in effetti distrussero tutti i meccanismi forniti da un normale sistema democratico ed è quindi comune segnare il 1933 come la fine della Repubblica di Weimar.

## Storia

### La formazione (1918-1919)
Dal 1916 in poi, l'Impero tedesco era stato di fatto governato dai militari guidati dall'Oberste Heeresleitung (OHL, Comando Supremo dell'Esercito) tramite il Capo di Stato Maggiore Paul von Hindenburg, coadiuvato dal collega Erich Ludendorff, che avevano finito con l'assumere una preminenza tale da condizionare irrevocabilmente le scelte del potere politico (si è parlato in tal senso di una "dittatura silenziosa" imposta dai generali nel corso della fase finale della guerra). Quando divenne evidente che la prima guerra mondiale era persa, l'OHL richiese che venisse instaurato un governo civile. Ogni tentativo di continuare la guerra, dopo che la Bulgaria aveva abbandonato gli Imperi centrali, avrebbe provocato l'occupazione del territorio nazionale. Il nuovo cancelliere del Reich, principe Maximilian von Baden, offrì quindi un cessate il fuoco al Presidente statunitense Woodrow Wilson, il 4 ottobre 1918.
Il 28 ottobre 1918 la costituzione del 1848 venne emendata per rendere il Reich una democrazia parlamentare: diversamente da quanto previsto dalla costituzione del 1871, il Cancelliere avrebbe risposto al Parlamento, il Reichstag, e non più all'Imperatore; va notato che il potere legislativo durante il periodo 1871-1918 spettava al parlamento che, approvando o meno le iniziative di legge proposte dal Cancelliere, poteva condizionare l'azione dell'esecutivo, così potendo produrre, addirittura, una crisi di governo. Il piano allora in corso che prevedeva di trasformare la Germania in una monarchia parlamentare anche de iure divenne ben presto obsoleto, mentre la nazione scivolava in uno stato di caos. La Germania accoglieva peraltro moltissimi soldati di ritorno dal fronte, molti dei quali erano feriti sia fisicamente che psicologicamente.

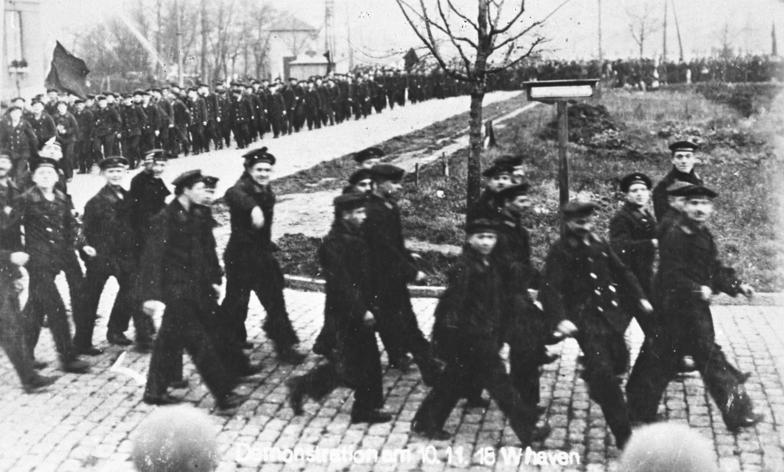
Marinai ammutinati

La ribellione esplose quando, il 29 ottobre, il comando militare, senza essersi consultato con il governo, ordinò alla Flotta d'alto mare (Hochseeflotte) una sortita che non solo era senza speranza da un punto di vista militare, ma che avrebbe anche portato sicuramente a un arresto dei negoziati di pace. Gli equipaggi di due navi ormeggiate a Wilhelmshaven (gli incrociatori Derfflinger e Von der Tann) si ammutinarono. Quando i militari arrestarono circa mille marinai e li fecero trasportare a Kiel, la rivolta locale si trasformò in una ribellione generale, che dilagò rapidamente in gran parte della Germania. Altri marinai, soldati e persino operai solidarizzarono con gli arrestati, iniziando a eleggere consigli di lavoratori e soldati modellati sui soviet della Rivoluzione Russa del 1917 e presero il potere civile e militare in molte città. Il 7 novembre la rivoluzione aveva raggiunto Monaco di Baviera, provocando la fuga di Ludovico III di Baviera in qualità di primo monarca tedesco decaduto.
Inizialmente le richieste dei consigli erano modeste, limitandosi alla liberazione dei marinai arrestati. Contrariamente alla Russia dell'anno precedente, i consigli non erano controllati da un partito comunista. Nonostante ciò, il vicino sorgere della Russia bolscevica causò grande tensione nelle classi medio alte che temevano forse una prossima trasformazione della nazione in una Repubblica Socialista. A quel tempo la rappresentanza politica della classe operaia era divisa; una fazione definitasi "Social Democratici Indipendenti" (l'Unabhängige Sozialdemokratische Partei Deutschlands, USPD) si era separata dai Socialdemocratici e spingeva verso un sistema di stampo socialista. I restanti "Social Democratici Maggioritari" (MSPD), che appoggiavano un sistema parlamentare, decisero di mettersi alla testa del movimento allo scopo di non perdere la loro influenza e, sempre il 7 novembre, chiesero all'Imperatore Guglielmo II di abdicare. Il 9 novembre 1918 la Repubblica venne proclamata da Philipp Scheidemann, affacciatosi a una finestra del palazzo del Reichstag di Berlino. Due ore dopo una "Repubblica Socialista" venne proclamata, a poche centinaia di metri, da un balcone del Castello di Berlino da Karl Liebknecht.

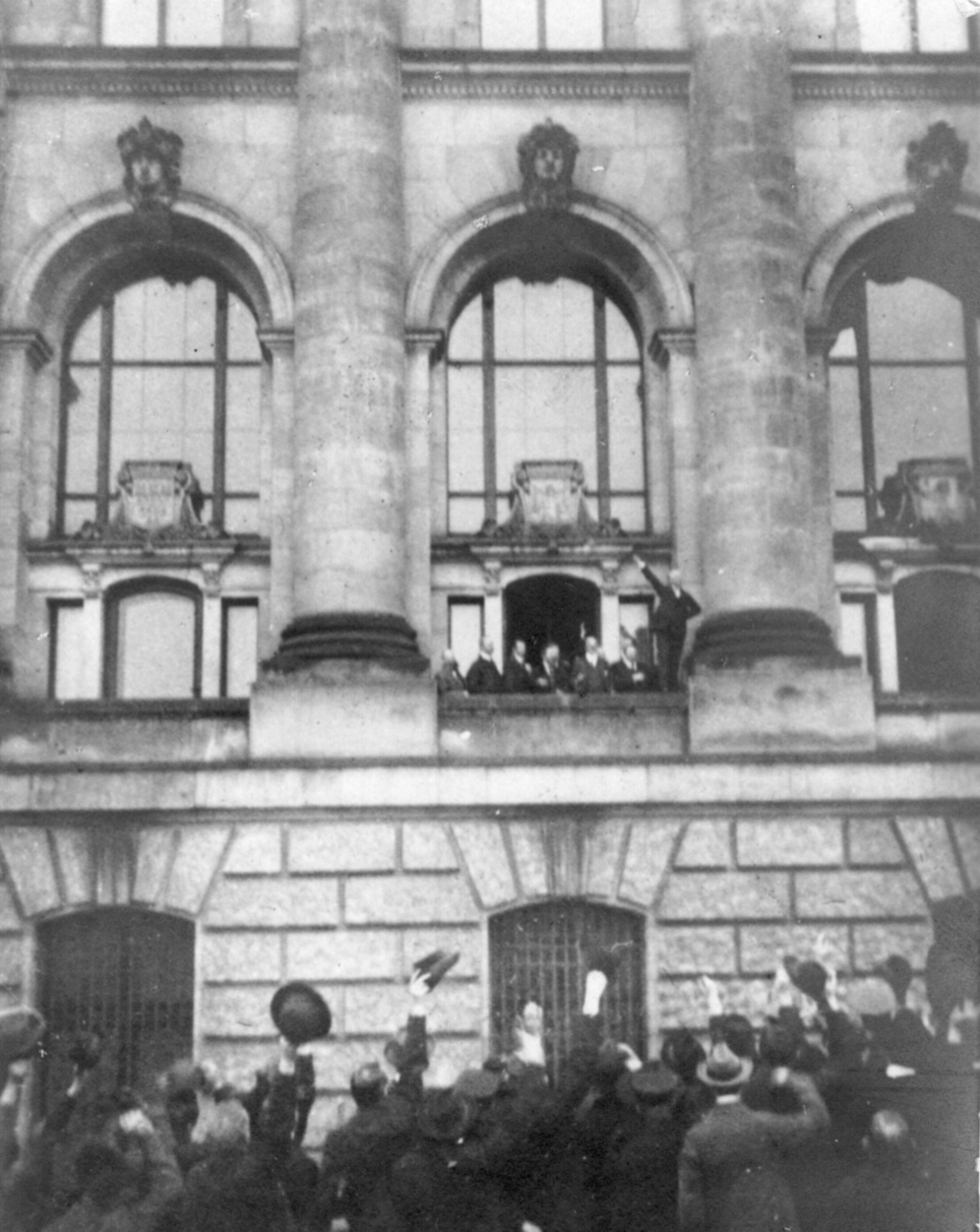
Philipp Scheidemann proclama la Repubblica dal Reichstag

Sempre il 9 novembre, con un atto discutibile dal punto di vista legale, il "Reichskanzler" Principe Maximilian von Baden, trasferì i propri poteri a Friedrich Ebert, capo della MSPD. Fu evidente che questo atto non sarebbe stato sufficiente a soddisfare le masse, sicché il giorno dopo venne eletto un governo rivoluzionario, il "Consiglio dei Commissari del Popolo" (Rat der Volksbeauftragten), composto da membri della MSPD e della USPD e guidato da Ebert per la MSPD e da Hugo Haase per la USPD. Anche se il nuovo governo venne confermato dal consiglio dei lavoratori e dei soldati di Berlino, fu avversato dagli spartachisti, l'ala sinistra della USPD guidata da Rosa Luxemburg e Karl Liebknecht. Ebert chiese la convocazione di un Congresso Nazionale dei Consigli, che ebbe luogo dal 16 al 20 dicembre 1918, e nel quale la MSPD aveva la maggioranza. Ebert riuscì a imporre rapide elezioni per un'Assemblea Nazionale che doveva dar vita a una costituzione per un sistema parlamentare, marginalizzando così il movimento che richiedeva una Repubblica Socialista.
Per assicurarsi che il suo governo fosse in grado di mantenere il controllo sulla nazione, Ebert fece un patto con l'OHL, ora guidato dal successore di Ludendorff, il generale Wilhelm Groener. Il Patto Ebert-Groener essenzialmente stabiliva che il governo non avrebbe cercato di riformare l'esercito fino a quando l'esercito avesse giurato di difendere il governo. Da una parte, questo accordo simboleggiava l'accettazione di un nuovo governo da parte dei militari, calmando le preoccupazioni della classe media; dall'altra parte, venne considerato un tradimento degli interessi dei lavoratori da parte della sinistra; inoltre stabiliva l'Esercito come un gruppo indipendente e conservatore all'interno dello stato, in grado di influenzare il destino della neonata Repubblica. Questo fu uno dei tanti passi che determinò la permanente suddivisione della rappresentanza politica della classe operaia in SPD e comunisti.
La divisione divenne definitiva dopo che Ebert fece richiesta all'OHL di truppe per sedare un altro ammutinamento di soldati a Berlino, il 23 novembre 1918, nel quale i soldati in rivolta avevano catturato il comandante della città e chiuso la Reichskanzlei, nella quale il Consiglio dei Deputati del Popolo risiedeva. L'intervento fu brutale, con parecchi morti e feriti. Ciò indusse l'estrema sinistra a invocare la scissione dalla MSPD che, nella loro visione, era sceso a patti con i militari controrivoluzionari per sopprimere la rivoluzione. La USPD lasciò quindi il Consiglio dei Deputati del Popolo dopo solo sette settimane. La spaccatura si approfondì quando, nel mese di dicembre, la Kommunistische Partei Deutschlands (KPD) venne formata da un certo numero di gruppi di sinistra, inclusa l'ala sinistra della USPD e i gruppi Spartachisti.
In gennaio ci furono ulteriori tentativi di stabilire uno stato socialista da parte dei lavoratori nelle strade di Berlino, ma questi tentativi vennero soffocati nel sangue dalle unità paramilitari dei Freikorps, truppe composte da ex-soldati e volontari solitamente di estrema destra. Gli scontri culminarono il 15 gennaio con la morte di Rosa Luxemburg e di Karl Liebknecht. Con l'affermazione di Ebert, gli assassini non vennero processati davanti a una corte civile, ma davanti a una militare, il che portò alla irrogazione di pene molto lievi, che non portarono precisamente a una maggiore accettazione di Ebert da parte della sinistra. Le elezioni dell'Assemblea Nazionale avvennero il 19 gennaio 1919. In questa occasione i nuovi partiti della sinistra, inclusi la USPD e la KPD, furono a malapena in grado di organizzarsi, permettendo la costituzione di una solida maggioranza delle forze moderate.
Per evitare le continue lotte a Berlino, l'Assemblea Nazionale si riunì nella città di Weimar, motivo per cui il nascente stato veniva in seguito soprannominato Repubblica di Weimar (in tedesco: Weimarer Republik). La Costituzione di Weimar creò una repubblica con un sistema semi-presidenziale, nel quale il Reichstag era eletto con un sistema proporzionale. Durante i dibattiti di Weimar, le lotte continuarono. Una Repubblica Sovietica venne dichiarata a Monaco di Baviera, solo per essere abbattuta dai Freikorps e da unità dell'esercito regolare; combattimenti sporadici continuarono a scoppiare in giro per il paese.
Ci furono scontri anche nelle province orientali della Germania, che erano fedeli all'Imperatore e non volevano far parte della Repubblica: la Grande Sollevazione Polacca nella Provincia di Posen e tre sollevazioni slesiane nella Slesia Superiore. Nel frattempo, in assenza di una delegazione di pace tedesca in Francia, le potenze vincitrici firmavano il trattato di Versailles, minacciando il governo tedesco che, se non avesse a sua volta firmato, la Germania sarebbe stata nuovamente invasa. Furono imposte (Diktat) pesanti riduzioni dell'esercito tedesco, altrettanto pesanti pagamenti per le riparazioni, e la cosiddetta clausola della "Germania come unica responsabile dello scoppio della guerra", che venne inserita su insistenza francese nonostante la contrarietà del presidente statunitense Wilson. Particolarmente pesanti sul piano morale risultavano l'articolo 227, in forza del quale l'ex imperatore Guglielmo II veniva messo in stato d'accusa di fronte a un venturo Tribunale Internazionale "per offesa suprema alla morale internazionale" e l'art. 231, in cui appunto "la Germania riconosce che essa e i suoi alleati sono responsabili per aver causato tutti i danni subìti dai Governi Alleati e associati e dai loro cittadini a seguito della guerra, che a loro è stata imposta dall'aggressione della Germania e dei suoi alleati".
L'accettazione del Trattato rappresenta una sorta di "peccato originale" della Repubblica di Weimar, che alienò subito il favore di gran parte della popolazione tedesca, e che infine favorì l'impetuosa ascesa elettorale dei nazisti. A testimonianza dell'odio che il Trattato suscitò in terra tedesca può ricordarsi che nel 1921 venne assassinato Matthias Erzberger (politico cattolico che materialmente lo aveva firmato), mentre nel 1922 analoga sorte spettò a Walther Rathenau (ministro degli esteri di Weimar impegnatosi a pagare regolarmente le riparazioni di guerra alla Francia). Adolf Hitler avrebbe più tardi dato la colpa alla Repubblica e alla sua democrazia per questo trattato. Il Primo Presidente della Germania, Friedrich Ebert della MSPD, firmò la nuova costituzione tedesca l'11 agosto 1919.

### I primi anni: conflitto interno (1919-1923)
Fin dall'inizio, la Repubblica fu posta sotto grande pressione tanto dagli estremisti di destra quanto da quelli di sinistra. La sinistra accusava i Socialdemocratici al potere di aver tradito gli ideali del movimento operaio, parteggiando con i poteri del vecchio stato invece di mettere in atto una rivoluzione comunista. La destra si opponeva a un sistema democratico, perché avrebbe preferito mantenere uno stato autoritario come l'Impero del 1871. Per minare la credibilità della Repubblica, la destra, specialmente i militari, la accusavano di essere responsabile della sconfitta della prima guerra mondiale propagandando il mito sociale della Dolchstoßlegende.

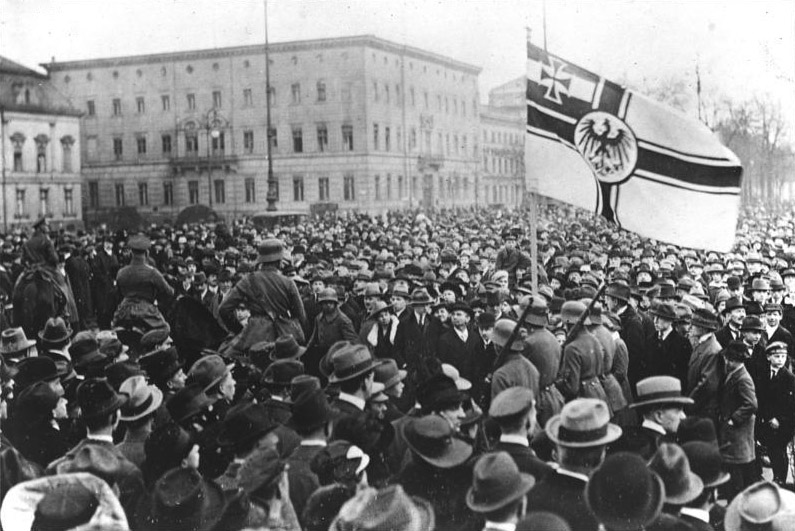
Folla fa da ala alla Marine-Brigade Ehrhardt durante il putsch di Kapp

Il 13 marzo 1920 ebbe luogo il "Putsch di Kapp", che coinvolse la presa di Berlino da parte di un gruppo di truppe dei Freikorps e l'insediamento di Wolfgang Kapp, un giornalista di destra, come Cancelliere del nuovo governo.
I Freikorps, che avevano propri progetti per il potere, gli si rivoltarono contro. Ebert poté solo ritirare il suo parlamento da Berlino e riunirlo a Dresda, da dove il governo indisse uno sciopero generale. Questo ebbe successo nel fermare completamente l'economia e il governo Kapp collassò già il 17 marzo.
Il 6 giugno 1920 si tenne la seconda tornata di elezioni della Repubblica, la prima dall'emanazione della Costituzione: esse confermarono Ebert alla guida del governo e, nonostante un calo di consensi, la supremazia dei socialdemocratici. Ispirate dal successo dello sciopero generale, nel 1920 si ebbero alcune sollevazioni comuniste nella Ruhr, quando 50 000 persone formarono un'Armata Rossa e presero il controllo della regione. L'esercito regolare e i Freikorps misero fine alla sollevazione senza ricevere ordini dal governo. Altre ribellioni comuniste vennero inscenate nel marzo 1921 in Sassonia e nella città di Amburgo.
Per il 1923 la Repubblica non poteva più permettersi di tener fede ai pagamenti delle riparazioni di guerra stabilite a Versailles e il nuovo governo divenne insolvente. Come risposta, nel gennaio del 1923, le truppe francesi e belghe occuparono la Ruhr, la regione a quell'epoca più importante dal punto di vista industriale, prendendo il controllo delle industrie minerarie e manifatturiere. Nel gennaio del 1923 vennero di nuovo indetti alcuni scioperi e venne incoraggiata la resistenza passiva. Gli scioperi durarono per otto mesi, causando grave sofferenza all'economia e determinando la necessità di importazioni.
Poiché anche gli operai in sciopero venivano pagati dallo stato, venne stampata valuta aggiuntiva che innescò un processo di iperinflazione. Il valore del Papiermark crollò da 4,2 per ogni dollaro statunitense a 1 000 000 di marchi per dollaro nell'agosto 1923 e a 4 200 000 000 000 per dollaro il 20 novembre. Il 1º dicembre venne introdotta una nuova valuta con il tasso di cambio di 1 000 000 000 000 di vecchi marchi per 1 nuovo marco, il Rentenmark. I pagamenti delle riparazioni vennero ripresi e la Ruhr restituita alla Germania.
Il 1923 vide anche un attacco dalla destra che prese forma nel Putsch della Birreria, messo in piedi da Adolf Hitler a Monaco di Baviera. Nel 1920 il Partito Tedesco dei Lavoratori (DAP) si trasformò nel Partito Nazionalsocialista Tedesco dei Lavoratori (NSDAP) — il partito nazista — che sarebbe divenuto la forza motrice del collasso della Repubblica di Weimar. Hitler divenne Segretario del partito nel luglio 1921. Nel novembre di quell'anno vennero fondate le SA (Sturmabteilung), che avrebbero agito come l'esercito personale di Hitler nella sua lotta per il potere.
Quindi, l'8 novembre 1923, il Kampfbund in combutta con Erich Ludendorff assunse la direzione di un incontro del Primo Ministro bavarese, Gustav von Kahr, in una birreria di Monaco. Ludendorff e Hitler dichiararono un nuovo governo e pianificarono di prendere il controllo di Monaco il giorno seguente. I 3 000 rivoltosi vennero fermati da cento poliziotti e Hitler venne arrestato e condannato a cinque anni di prigione, ma ne scontò solo uno, una sentenza molto lieve. Dopo il fallimento del Putsch della Birreria, il suo imprigionamento e il successivo rilascio, Hitler si concentrò sui metodi legali per ottenere il potere.

### L'epoca d'oro di Stresemann (1923-1929)
Gustav Stresemann era il leader del Partito Popolare Tedesco, di formazione democratico-liberale. Fu cancelliere per un breve periodo nel 1923 e ricoprì il ruolo di Ministro degli Esteri (1923-1929). Formò un governo di grande coalizione con il Zentrum e i socialisti. Questo periodo fu di relativa stabilità per la Repubblica di Weimar, con un minor numero di sollevazioni e l'inizio di un'apparente ripresa economica.

5000 marchi del 1922 (fronte)

La politica di Stresemann aveva come fine la riapertura del dialogo con le potenze straniere e il risollevamento economico della nazione. La sua prima mossa fu quella di emettere una nuova valuta, il Rentenmark, per arrestare l'iperinflazione che stava paralizzando la società e l'economia tedesca. Questo scopo fu raggiunto e Stresemann si rifiutò ripetutamente di emettere altra valuta, che era stata la causa iniziale della precedente spirale inflattiva. Per stabilizzare ulteriormente l'economia, ridusse le spese e la burocrazia e al tempo stesso aumentò le tasse.
Il governo cercò anche di mettere fine al conflitto con la Francia e risolse la questione della resistenza passiva della Ruhr. Inoltre, represse senza mezzi termini tutti i tentativi di opposizione degli estremisti di destra e sinistra. Durante questo periodo venne creato anche il piano Dawes per permettere alla Germania di mantenersi in grado di pagare le riparazioni di guerra, che vennero dilazionate. La maggior parte dei finanziamenti necessari a far ripartire l'industria produttiva tedesca sarebbero stati messi a disposizione proprio dagli Stati Uniti che, in questo modo, avrebbero potuto collocare i capitali eccedenti, investendoli in Germania in cambio di grandi profitti. Ma, soprattutto, consentendo alla Germania di pagare le riparazioni, gli Stati Uniti rendevano possibile il pagamento degli ingenti debiti contratti, durante la guerra, da parte di Francia, Gran Bretagna e Italia, nei loro confronti.

5000 marchi del 1922 (retro)

Nel 1925, dunque, l'economia e il sistema finanziario tedesco sembravano aver superato il momento più difficile. Intanto, Stresemann strinse con il ministro degli esteri francese Briand una serie di accordi che normalizzarono finalmente i rapporti tra le due nazioni. Nell'ottobre del 1925, infatti, si giunse alla firma degli Accordi di Locarno, cui aderirono anche Inghilterra, Italia, Belgio e Polonia. Con questo trattato la Germania riconosceva la perdita dell'Alsazia e della Lorena, accettava la smilitarizzazione della Renania ma non assumeva impegni riguardo alle frontiere orientali. Questo fu un vero e proprio successo per la Germania di Stresemann, la quale non veniva più considerata come una nazione sconfitta, ma come un interlocutore a livello internazionale.
Nel 1926 la Germania fu ammessa nella Società delle Nazioni, firmò un patto di neutralità con l'Unione Sovietica e il disarmo venne bloccato. Infine, il 24 luglio 1929 entrò in vigore il Patto Briand-Kellog, per il quale i sottoscrittori (tra cui, oltre alla Germania, alla Francia e agli Stati Uniti, anche il Giappone, la Russia e l'Italia) si impegnavano a rinunciare alla guerra e risolvere i contrasti per via diplomatica. Quello stesso anno, la morte di Stresemann segnò la fine dell'"epoca d'oro" della Repubblica di Weimar.

### Il collasso e l'ascesa di Hitler (1929-1933)
Gli ultimi anni della Repubblica di Weimar furono caratterizzati da un'instabilità politica superiore a quella degli anni precedenti. Il 29 marzo 1930 l'esperto di finanza Heinrich Brüning fu nominato da Paul von Hindenburg successore del Cancelliere Müller, dopo mesi di lobbismo politico del generale Kurt von Schleicher in favore dei militari. Ci si aspettava che il nuovo governo portasse a uno spostamento verso il conservatorismo, basato sui poteri speciali garantiti dal Reichspräsident in base alla costituzione, in quanto non godeva del supporto della maggioranza nel Reichstag.
Dopo che un decreto impopolare per risanare le finanze del Reich non trovò l'appoggio del Reichstag, Hindenburg stabilì un provvedimento di emergenza basato sull'articolo 48 della costituzione. Il decreto venne di nuovo invalidato il 18 luglio 1930 da un'esigua maggioranza del Reichstag con il supporto di SPD, KPD e delle allora piccole NSDAP e DNVP. Immediatamente dopo, Brüning sottomise al Reichstag il decreto presidenziale con il quale veniva sciolto.
Le successive elezioni generali del Reichstag, il 14 settembre 1930, risultarono un terremoto politico: il 18,3% dei voti andarono alla NSDAP, cinque volte in più della percentuale del 1928 (2,5%). Questo ebbe conseguenze devastanti per la Repubblica: non c'era una maggioranza nel Reichstag neanche per la Grande Coalizione e questo incoraggiò i sostenitori della NSDAP a manifestare le loro richieste di potere con una violenza e un terrore crescenti. A partire dal 1930 la Repubblica scivolò sempre più in uno stato di guerra civile.
Dal 1930 al 1933, Brüning tentò di risanare lo stato, che si trovava in una situazione disastrosa e senza una maggioranza in parlamento, governando con l'aiuto dei decreti presidenziali di emergenza. In quel periodo, la grande depressione raggiunse il culmine. Seguendo un approccio basato sull'austerità e le politiche deflazionistiche, Brüning tagliò drasticamente la spesa pubblica e aumentò la pressione fiscale, con conseguenze disastrose per l'economia nazionale. Alla base di tale deliberata decisione, vi era l'ottenimento della sospensione dei pagamenti delle riparazioni di guerra. Tra le altre cose, il Reich bloccò completamente tutte le concessioni pubbliche per l'assicurazione obbligatoria sulla disoccupazione che era stata introdotta solo nel 1927, il che risultò in maggiori contributi da parte dei lavoratori e minori benefici per i disoccupati.
Il rovescio economico durò fino alla seconda metà del 1932. Per quel tempo, la Repubblica di Weimar aveva perso tutta la credibilità nei confronti della maggioranza dei tedeschi. Mentre gli studiosi sono in grande disaccordo sulla valutazione da dare alla politica di Brüning, si può tranquillamente dire che contribuì al declino della Repubblica. Se a quell'epoca esistessero, o meno, delle alternative, rimane oggetto di ampio dibattito. Quel che è certo è che, a causa del taglio drastico della spesa effettuato in uno stato già in crisi, il livello di disoccupazione in soli 3 anni peggiorò incredibilmente, arrivando a sfiorare il 40%, giustificando il tutto con la promessa di una ripresa economica che mai ci fu. Il disastro sociale così causato può considerarsi uno dei motivi principali che crearono l'humus adatta all'ascesa successiva del partito nazional-socialista di Hitler. Nell'aprile del 1932, Hindenburg venne rieletto Reichspräsident, superando al secondo turno Hitler per sei milioni di voti. Nonostante Brüning avesse appoggiato fortemente la rielezione di Hindenburg, ne perse la fiducia, e si dimise il 30 maggio.
Hindenburg incaricò quindi come nuovo Reichskanzler Franz von Papen, che aveva il supporto di Hitler, ma a prezzo di una serie di richieste:
- il Reichstag sarebbe stato sciolto di nuovo per indire nuove elezioni;
- il bando delle SA, imposto dopo gli scontri di strada, doveva essere revocato;
- il governo socialista della Prussia sarebbe stato deposto con decreto d'emergenza (Preußenschlag)

Le elezioni generali per il Reichstag del 31 luglio 1932 portarono il 37,2% dei voti alla NSDAP. Hitler ora richiedeva di essere nominato cancelliere, ma la richiesta venne rifiutata da Hindenburg il 13 agosto. Non c'era ancora una maggioranza al Reichstag per nessun governo; come risultato, il Reichstag fu sciolto nuovamente e si rifecero le elezioni con la speranza che ne risultasse una maggioranza stabile. Ma non fu così; il 6 novembre 1932 le elezioni diedero il 33,0% dei voti allo NSDAP, che perse più del 4%. Il 3 dicembre Franz von Papen si dimise, sostituito come Reichskanzler, dal generale von Schleicher. Il suo audace piano di formare una maggioranza all'interno del Reichstag, riunendo i sindacalisti di sinistra dei vari partiti, compresi quelli della NSDAP guidati da Gregor Strasser, non ebbe successo.
Il 4 gennaio 1933, Hitler si incontrò in segreto con von Papen in casa del banchiere di Colonia Kurt von Schroeder. Si accordarono sulla formazione di un governo di coalizione: oltre a Hitler, solo altri due membri della NSDAP avrebbero fatto parte del governo del Reich (Wilhelm Frick come Ministro degli Interni e Hermann Göring come Commissario per la Prussia), con von Papen come Vicecancelliere di Hitler. Del nuovo gabinetto avrebbe fatto parte anche l'influente magnate dei media Alfred Hugenberg, che era segretario dell'altro partito di destra dell'epoca, il DNVP.

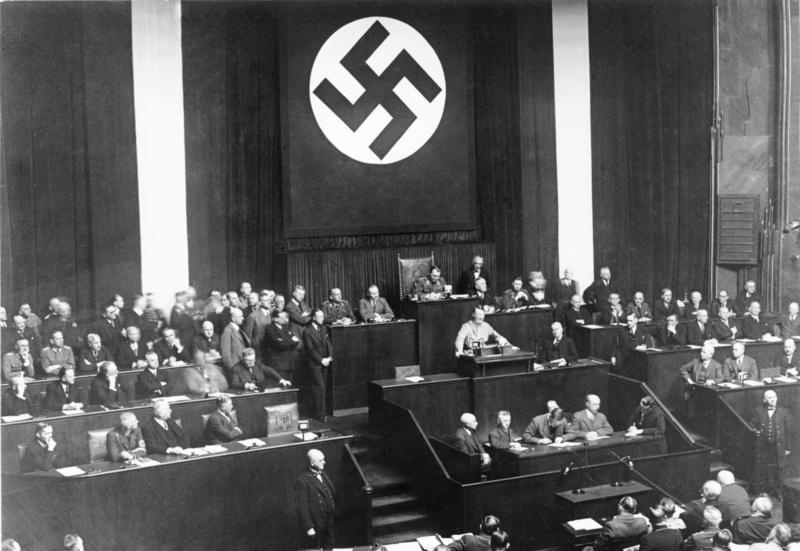
Il discorso di Hitler durante la seduta per l'approvazione del Decreto dei pieni poteri

Quando il piano venne finalmente presentato a Hindenburg, questi nominò Hitler come il nuovo Reichskanzler il 30 gennaio 1933. Anche se von Hindenburg diffidava di Hitler e disapprovava fortemente la violenza politica dei nazisti, e aveva sconfitto Hitler nelle elezioni presidenziali del 1932, condivise, sia pure con riluttanza, la teoria di von Papen secondo cui, con il supporto popolare ai nazisti che stava scemando, Hitler poteva essere controllato come Cancelliere. Questa data viene comunemente considerata come l'inizio della Germania nazista e venne di conseguenza battezzata Machtergreifung ("presa del potere") dalla propaganda nazista. Il nuovo governo instaurò la dittatura con una serie di misure in rapida successione seguendo la filosofia della Gleichschaltung. Il 27 febbraio 1933 l'edificio del Reichstag venne ridotto in cenere, della qual cosa i nazisti si avvantaggiarono con il Decreto dell'incendio del Reichstag, ciò gli permise di eliminare dal Reichstag tutti i deputati aderenti al Partito Comunista, così da potersi avvantaggiare nella votazione per la Legge dei pieni poteri.
Le successive elezioni del Reichstag, il 5 marzo 1933, portarono il 43,9% dei voti allo NSDAP. Seguì l'approvazione della Ermächtigungsgesetz, la legge dei pieni poteri (grazie all'appoggio del Partito Nazionalsocialista Tedesco dei Lavoratori, del Partito Popolare Nazionale Tedesco, alle minacce per conseguire l'appoggio verso il Partito di Centro Tedesco) del 23 marzo 1933, che diede formalmente a Hitler il potere di governare per decreto e di smantellare a tutti gli effetti i resti della costituzione di Weimar. Vennero sciolti tutti i partiti di sinistra, e poi tutti tranne, ovviamente, quello Nazista; vennero proibite le libertà di stampa e di pensiero, i sindacati, e tutte quelle associazioni non riconosciute dal governo. Inoltre, vennero proibite tutte le proteste e gli scioperi. Alla morte di Hindenburg, il 2 agosto 1934, Hitler fuse assieme gli uffici di Reichspräsident e di Reichskanzler, reinsediandosi con il nuovo titolo di Führer und Reichskanzler.

## Ragioni del crollo
L'individuazione delle ragioni per le quali la Repubblica di Weimar sia crollata in maniera così catastrofica a favore della dittatura nazista è ancora oggi oggetto di molti dibattiti. Da un lato Hitler divenne Reichskanzler in modo legale attraverso i meccanismi impostati dalla costituzione e lo NSDAP aveva guadagnato la maggioranza relativa dei seggi nelle due elezioni del 1932. D'altra parte Hitler venne nominato Reichskanzler in un momento in cui il supporto al "movimento" si era dimostrato insufficiente per prendere il potere.
Molti tentativi sono stati fatti dagli studiosi per dare varie motivazioni e, a seconda delle opinioni politiche individuali, un'analisi può dare più enfasi a una ragione specifica piuttosto che a un'altra. La situazione è complicata dal fatto che durante la cosiddetta guerra fredda l'analisi storica fu condizionata dalle condizioni politiche presenti.
Risulta solamente frutto di una ipotesi sostenere che il nazismo poteva essere evitato se non fossero state prese certe decisioni. Per esempio, un'interessante speculazione di questo tipo si chiede quali risultati avrebbe conseguito lo NSDAP nelle consultazioni elettorali del 1933 se Hitler non avesse avuto il vantaggio di essere già al governo.
Si può comunque affermare che nessuna ragione, da sola, è sufficiente per spiegare l'ascesa del nazismo, ed è dunque più opportuno, probabilmente, parlare di una serie di concause. I tentativi più comunemente utilizzati si possono raggruppare in tre correnti principali di seguito sviluppate: ragioni economiche, istituzionali e personali.

### Problemi economici
La Repubblica di Weimar ebbe alcuni tra i più gravi problemi economici mai sperimentati nella storia di una democrazia occidentale. L'iperinflazione rampante, la massiccia disoccupazione e il grave abbassamento della qualità della vita, confrontati con il periodo precedente alla prima guerra mondiale, furono i fattori principali del collasso. Con la grande depressione degli anni trenta, le istituzioni della Repubblica in quanto tali vennero incolpate da molti per i problemi economici; questo è evidente nei risultati elettorali, dove i partiti politici che volevano lo smantellamento completo della Repubblica, sia a destra che a sinistra dell'arco costituzionale, resero impossibile la formazione di una maggioranza stabile in parlamento.
In questo contesto, il trattato di Versailles era considerato dal popolo tedesco come un documento punitivo e degradante, che costringeva la nazione a cedere aree ricche di risorse e a pagare somme enormi a titolo di riparazione di guerra. Queste riparazioni punitive non solo danneggiarono pesantemente l'economia tedesca, ma causarono anche grande costernazione e risentimento da parte della popolazione.
Oggi molti storici concordano che molti industriali identificarono la Repubblica con i sindacati e i socialdemocratici, poiché furono questi che stabilirono le concessioni sociali del 1918 e del 1919. Ma anche se alcuni videro Hitler come un mezzo per abolirle, la Repubblica era instabile ancor prima che certi industriali iniziassero ad appoggiare Hitler. A parte ciò, anche chi sostenne la nomina di Hitler non voleva il nazismo nella sua interezza e considerava Hitler solo come una soluzione temporanea nella propria ricerca dell'abolizione della Repubblica. Certamente, il supporto dell'industria non è sufficiente da solo a spiegare l'appoggio a Hitler da parte di consistenti fette della popolazione, che comprendevano molti operai che si erano allontanati dai partiti di sinistra. L'appoggio a Hitler dalle parti socialmente più deboli della popolazione fu guadagnato dal Führer grazie a una politica economica fortemente espansiva, totalmente contraria rispetto a quella di Bruning, in cui grazie all'aumento della spesa pubblica e di interventi statali mirati si ridusse notevolmente il tasso di disoccupazione e di povertà, creando lavoro per molti e avvicinandosi a livelli da piena occupazione.
L'abuso del signoraggio da parte del governo della repubblica di Weimar tra il 1922 e il 1923 causò una drammatica spirale iperinflattiva.

### Problemi istituzionali
Viene comunemente accettato che la costituzione del 1919 avesse una serie di debolezze fondamentali, che resero l'instaurazione di una dittatura troppo facile. Che una costituzione differente avrebbe potuto evitare il Terzo Reich è però discutibile; in ogni caso, la costituzione del 1949 (il Grundgesetz) riconobbe queste critiche e può essere vista come una risposta forte a quelle pecche.
- L'istituzione del Reichspräsident veniva frequentemente vista come un surrogato, un tentativo di rimpiazzare l'Imperatore ("Ersatzkaiser", "sostituto Imperatore"), che aveva abdicato nel 1918, con un'istituzione similarmente forte e autoritaria[30]. Questo risulta molto evidente nell'articolo 48 della costituzione, che dava al Presidente il potere di "fare i passi necessari se l'ordine pubblico e la sicurezza fossero stati seriamente disturbati o in pericolo". Anche se era inteso solo come clausola d'emergenza, questo articolo venne usato anche in anni precedenti al 1933 per emanare decreti senza il supporto del parlamento e rese la Gleichschaltung più facile. Per esempio, il Decreto dell'incendio del Reichstag venne emanato in base all'articolo 48.
- L'SPD, avendo costruito quella che viene definita "democrazia contrattata", tentava di non scontentare nessuna delle componenti di questo contratto formale, riducendosi a un'amministrazione senza svolte o prese di posizione decisive, e suscitando di conseguenza l'ostilità delle fazioni più estremiste: i conservatori, che vedevano nell'SPD socialista un fallimento, e i socialisti stessi, alcuni dei quali si divisero dal partito per creare il KPD, nel 1919 protagonista, poco dopo, del biennio di conflitti sociali ispirati anche all'esperienza sovietica e che diedero adito ai Freikorps, cui molti membri entreranno poi nelle SA ed SS, di imporre l'ordine pubblico con l'uso della forza.
- Il Reichstag poteva rimuovere il Reichskanzler dal suo ufficio anche se non era in grado di accordarsi su un successore. Questo voto di sfiducia "distruttivo" portò a molti Cancellieri in rapida successione e aggiunse un altro fattore di instabilità politica alla Repubblica. Come risultato, il Grundgesetz del 1949 stabilì che un Cancelliere poteva essere dimesso dal Parlamento solo se un successore veniva eletto contestualmente; è la cosiddetta sfiducia costruttiva[31].
- La costituzione prevedeva che in caso di dimissioni o morte del Presidente, il Reichskanzler (Cancelliere) ne avrebbe assunto l'ufficio (e, soprattutto, ne avrebbe avuto i poteri) fino all'elezione di un nuovo Presidente. Questo permise a Hitler di unire di fatto gli uffici di Reichskanzler e Reichspräsident dopo la morte di Hindenburg nel 1934. Comunque, per quell'epoca, l'impianto della futura dittatura si stava già radicando, e questa clausola non può quindi essere considerata, da sola, come unica causa dell'affermazione del potere del nazismo.
- Nel Reichstag, il parlamento della Repubblica, era rappresentato un grande numero di partiti anche assai piccoli; ciò rendeva una necessità di coalizione tra tali partiti, difficile però da realizzare dato che molte frazioni avevano un'ideologia estremista; di qui il problema che non si era in grado di ottenere una maggioranza in grado di agire. Dal punto di vista del dopoguerra, passato il periodo della Costituzione di Weimar, il problema istituzionale sarebbe stato in seguito superato considerando che una rappresentanza proporzionale senza alcun sistema di sbarramento avrebbe significato il pericolo di ingovernabilità. Una tale soglia venne quindi istituita a partire dal 1949, stabilendo che sarebbero stati rappresentati solo i partiti che avessero conseguito almeno il cinque per cento dei voti.

### Visioni personalistiche
Alcuni storici preferiscono spostare lo sguardo analitico dai grandi eventi, ricercando piuttosto le cause dell'ascesa del nazismo negli individui e nelle decisioni che presero. Per esempio, la politica economica di Brüning nel 1930-1933 è stata oggetto di un ampio dibattito.
Un'altra focalizzazione è su Paul von Hindenburg, che divenne Reichspräsident nel 1925. Egli era certamente rappresentativo del vecchio e autoritario Impero del 1871, ed è difficile etichettarlo come un democratico che sosteneva la Repubblica del 1919. Hindenburg era molto anziano, avendo passato gli 80 anni d'età negli anni trenta, e ciò fa sorgere dei dubbi sulla sua lucidità. Egli non fu, comunque, un nazista. Ci si può chiedere se un presidente differente, con solide convinzioni democratiche avrebbe permesso al Parlamento di essere così evidentemente raggirato con l'uso dei decreti permessi dall'articolo 48; più specificamente, un presidente diverso, avrebbe firmato il Decreto dell'incendio del Reichstag? Si è anche speculato sul perché Hindenburg abbia nominato Hitler Reichskanzler il 30 gennaio 1933; dopo tutto, Hindenburg attese un giorno e mezzo prima di prendere la decisione. Alcuni ritengono che, se Hitler non fosse divenuto Cancelliere, nei mesi seguenti sarebbe continuato il calo di voti che lo NSDAP aveva registrato, per la prima volta, nelle elezioni del novembre 1932.

## Geografia antropica

### Stati
| Land                                                                  | Superficie (km²) | Abitanti   | Densità (ab./km²) | Capitale     |
| --------------------------------------------------------------------- | ---------------- | ---------- | ----------------- | ------------ |
| Stato libero di Anhalt (Freistaat Anhalt)                             | 2 313,58         | 351 045    | 143               | Dessau       |
| Repubblica di Baden (Republik Baden)                                  | 15 069,87        | 2 312 500  | 153               | Karlsruhe    |
| Stato libero di Baviera (Freistaat Bayern)                            | 75 996,47        | 7 379 600  | 97                | Monaco       |
| Stato libero di Brunswick (Freistaat Braunschweig)                    | 3 672,05         | 501 875    | 137               | Braunschweig |
| Città libera anseatica di Brema (Freie Hansestadt Bremen)             | 257,32           | 338 846    | 1 322             | Brema        |
| Città libera e anseatica di Amburgo (Freie und Hansestadt Hamburg)    | 415,26           | 1 132 523  | 2 775             | Amburgo      |
| Stato popolare d'Assia (Volksstaat Hessen)                            | 7 691,93         | 1 347 279  | 167               | Darmstadt    |
| Stato libero di Lippe (Freistaat Lippe)                               | 1 215,16         | 163 648    | 135               | Detmold      |
| Città libera e anseatica di Lubecca (Freie und Hansestadt Lübeck)     | 297,71           | 127 971    | 430               | Lubecca      |
| Stato libero di Meclemburgo-Schwerin (Freistaat Mecklenburg-Schwerin) | 13 126,92        | 674 045    | 51                | Schwerin     |
| Stato libero di Meclemburgo-Strelitz (Freistaat Mecklenburg-Strelitz) | 2 929,50         | 110 269    | 38                | Neustrelitz  |
| Stato libero di Oldenburg (Freistaat Oldenburg)                       | 6 423,98         | 545 172    | 85                | Oldenburg    |
| Stato libero di Prussia (Freistaat Preußen)                           | 292 695,36       | 38 175 986 | 130               | Berlino      |
| Stato libero di Sassonia (Freistaat Sachsen)                          | 14 986,31        | 4 992 320  | 333               | Dresda       |
| Stato libero di Schaumburg-Lippe (Freistaat Schaumburg-Lippe)         | 340,30           | 48 046     | 141               | Bückeburg    |
| Land di Turingia (Land Thüringen)                                     | 11 176,78        | 1 607 329  | 137               | Weimar       |
| Stato libero popolare del Württemberg (Volksstaat Württemberg)        | 19 507,63        | 2 580 235  | 132               | Stoccarda    |
| Deutsches Reich                                                       | 468 116,13       | 62 410 619 | 134               | Berlino      |
| Territorio del bacino della Saar (Saarbeckengebiet)                   | 1 910,49         | 768 000    | 402               | Saarbrücken  |

## Cultura
Durante la Repubblica di Weimar la Germania conobbe un'intensa fase di espansione artistica, culturale e scientifica. Il nuovo clima di libertà politica, contrastante con l'assolutismo del Reich guglielmino, contribuì a fare di Berlino il motore di una rivoluzione culturale di portata europea. I 14 anni della Repubblica di Weimar furono infatti caratterizzati da una notevole produzione intellettuale: gli artisti tedeschi diedero importanti contributi nei campi della letteratura, dell'arte, dell'architettura, della musica, della drammaturgia e nel nuovo mezzo che in quegli anni si stava affermando, il cinema. Il filosofo Ernst Bloch descrisse quel periodo come una "nuova età di Pericle".
Fra le opere di tale periodo possono essere segnalate le caricature politiche di Otto Dix, John Heartfield e George Grosz, il movimento artistico della nuova oggettività, film come Metropolis di Fritz Lang e molte altre opere prodotte dalla UFA, il movimento architettonico e progettuale del Bauhaus, il teatro epico di Bertolt Brecht, il funzionalismo di Ernst May e Bruno Taut e il cabaret decadente documentato da Christopher Isherwood. In campo musicale emersero le opere di Paul Hindemith, di Kurt Weill e quella atonale e moderna di Alban Berg, Arnold Schönberg e Anton Webern, questi ultimi tre peraltro austriaci, e cresciuti personalmente e musicalmente a Vienna.

## Politica

### Partiti
I principali partiti durante la Repubblica di Weimar erano:
- Partito Socialdemocratico di Germania
- Partito di Centro Tedesco
- Partito Democratico Tedesco
- Partito Popolare Nazionale Tedesco
- Partito Socialdemocratico Indipendente di Germania
- Partito Popolare Tedesco
- Partito dei Contadini Bavarese
- Partito Tedesco-Hannoveriano
- Schleswig-Holsteinische Bauern- und Landarbeiterdemokratie
- Partito Comunista di Germania
- Partito Nazionalsocialista Tedesco dei Lavoratori
- Partito della Classe Media Tedesca
- Partito Tedesco dei Lavoratori
- Partito Popolare Conservatore
- Partito Popolare Cristiano
- Partito Popolare Tedesco della Libertà

### Elezioni politiche
Le consultazioni elettorali nella Repubblica di Weimar si ebbero il:
- 19 gennaio 1919 (Assemblea Nazionale)
- 6 giugno 1920
- 4 maggio 1924
- 7 dicembre 1924
- 29 marzo e 26 aprile 1925 (presidenziali)
- 20 maggio 1928
- 14 settembre 1930
- 13 marzo e 10 aprile 1932 (presidenziali)
- 31 luglio 1932
- 6 novembre 1932
- 5 marzo 1933

| [ 37 ] | Elezioni tenute il | Elezioni tenute il | Elezioni tenute il | Elezioni tenute il | Elezioni tenute il | Elezioni tenute il | Elezioni tenute il | Elezioni tenute il |
| Partiti politici del Reichstag | 6 giugno 1920      | 4 maggio 1924      | 7 dicembre 1924    | 20 maggio 1928     | 14 settembre 1930  | 31 luglio 1932     | 6 novembre 1932    | 5 marzo 1933       |
| Partito Comunista (KPD) | 4                  | 62                 | 45                 | 54                 | 77                 | 89                 | 100                | 81 (**)            |
| Partito Socialdemocratico (SDP) | 102                | 100                | 131                | 153                | 143                | 133                | 121                | 120                |
| Partito di Centro (*) | 65                 | 81                 | 88                 | 78                 | 87                 | 97                 | 90                 | 93                 |
| Partito Popolare Nazionale (DNVP) | 71                 | 95                 | 103                | 73                 | 41                 | 37                 | 52                 | 52                 |
| Partito Nazionalsocialista (NSDAP) | —                  | —                  | —                  | 12                 | 107                | 230                | 196                | 288                |
| Altri partiti | 98                 | 92                 | 73                 | 121                | 122                | 22                 | 35                 | 23                 |
| - (*) Include il Partito popolare bavarese (BVP), una derivazione del Zentrum dal quale si distaccò nel 1919 per sviluppare una corrente politica più conservatrice, di matrice cattolica e più orientata ai problemi della Baviera. - (**) Le elezioni vennero tenute dopo il decreto dell'incendio del Reichstag e l'arresto dei deputati comunisti. Il KPD venne però formalmente sciolto solo dopo le elezioni del 1933 per agevolare l'approvazione del decreto dei pieni poteri visto che ovviamente i deputati comunisti eletti non poterono esercitare la loro opposizione essendo già in campo di concentramento o in fuga dalla Germania. |                    |                    |                    |                    |                    |                    |                    |                    |

#### Le elezioni del 1919
Le elezioni del 1919 si svolsero il 19 gennaio e furono le prime consultazioni politiche della Repubblica di Weimar. Ad esse seguì la prima sessione dell'Assemblea nazionale che si adoperò come assemblea costituente della neonata repubblica di Germania.
Le elezioni si svolsero col sistema elettorale proporzionale: la nazione era stata divisa in 38 distretti, ognuno dei quali esprimeva un numero di seggi in proporzione al numero di abitanti. Non era prevista alcuna soglia di sbarramento e infatti partiti dal consenso minuscolo riuscirono ad ottenere seggi in Parlamento: i partiti piccolissimi furono premiati mentre quelli grandi furono sfavoriti. Ne conseguì una Camera frastagliatissima e molto debole (caratteristiche queste che i governi di Weimar pre-nazisti non persero mai o quasi mai).
Le consultazioni furono un'incognita fino all'ultimo: si era conclusa da poche settimane la prima guerra mondiale e non era prevedibile quale sarebbe stata la reazione del popolo. L'affluenza fu dell'83% e la sinistra socialdemocratica del SPD, pur non presentandosi unita all'appuntamento, tentò di sfondare: vinse, ma senza maggioranza assoluta.
Dopo che i risultati furono noti, Friedrich Ebert venne nominato presidente.